# Nagy Attila (matematikus)
Nagy Attila (Nyíregyháza, 1952. június 15. –) magyar matematikus, habilitált egyetemi docens, az MTA doktora. Kutatási területe a félcsoportok algebrai elmélete.

## Életpálya
Nagy Attila 1971-ben kezdte meg tanulmányait a Kossuth Lajos Tudományegyetem matematikus szakán, ahol 1976-ban szerzett diplomát. Diplomájának megszerzése után a BME Közlekedésmérnöki Karának Matematika Tanszékén kezdett el dolgozni tudományos segédmunkatársként. 1977-ben egyetemi doktori fokozatot szerzett a Kossuth Lajos Tudományegyetemen. 1978-ban egyetemi tanársegéd, 1980-ban egyetemi adjunktus lett. 1989-ben megszerezte a matematikai tudomány kandidátusa fokozatot; kandidátusi dolgozatának címe: Gyengén exponenciális félcsoportok. 1990-ben egyetemi docensi kinevezést kapott.
1997-ben habilitált a BME-n. 1999 és 2005 között a BME Matematika Intézet tudományos titkára, 2014 és 2017 között a BME Matematika Intézet Algebra Tanszék tanszékvezetője volt. 2019-ben az MTA doktora lett; értekezésének címe: Kongruencia-felcserélhető félcsoportok speciális félcsoportosztályokban.

## Munkássága
Fő kutatási területe a félcsoportok algebrai elmélete, de automataelméleti témájú cikkeket is publikált. Félcsoportelméleti kutatásainak főbb témái: félcsoportoknak különböző típusú arkhimédeszi félcsoportok félhálójára való felbontása, a reguláris félcsoportok, a szubdirekt irreducibilis félcsoportok, a kongruencia-felcserélhető félcsoportok, a Δ-félcsoportok meghatározása, illetve struktúrájuk leírása speciális félcsoportosztályokban. Félcsoportalgebra témakörben is jelentek meg publikációi. Automataelméleti eredményei közül kiemelhető a véges állapothalmazú, kimenőjel nélküli, retraktálható automaták teljes leírása.
Több mint hetven tudományos publikáció szerzője vagy társszerzője. 2013 óta az International Journal of Algebra szerkesztőbizottságának tagja. Két egyetemi tankönyv szerkesztője és társszerzője. 2001-ben könyve jelent meg angol nyelven a Kluwer Academic Publishers kiadásában Special Classes of Semigroups címmel. 2013-ban Félcsoportok címmel elektronikus jegyzetet jelentetett meg a Typotex Kiadó gondozásában.

## Díjai, elismerései
- Miniszteri Dicséret, 1989
- Magyar Felsőoktatásért Emlékplakett, 1999
- Széchenyi Professzori Ösztöndíj, 2000 - 2003
- Magyar Érdemrend Tisztikeresztje, 2020

## Fontosabb publikációi
- Nagy, A. and L. Rónyai, Finite semigroups whose semigroup algebra over a field has a trivial right annihilator, Int. Journal of Contemp. Math. Sciences, 9(2014), 25-36
- Nagy, A., Left reductive congruences on semigroups, Semigroup Forum, 87(2013), 129-148
- Nagy, A., On the separator of subsets of semigroups, Semigroup Forum, 83(2011), 289-303
- Deák, A. and A. Nagy, Finite permutable Putcha semigroups, Acta Scientiarium Mathematicarum - Szeged, 76(2010), 397-410
- Nagy, A. and P. Jones, Permutative semigroups whose congruences form a chain, Semigroup Forum, 69(2004), 446-456
- Nagy, A., Retractable state-finite automata without outputs, Acta Cybernetica, 16 (2004) 399-409
- Nagy, A., Subdirectly irreducible right commutative semigroups, Semigroup Forum, 46(1993), 187-198
- Nagy, A., Weakly exponential Δ-semigroups, Semigroup Forum, 40(1990), 297-313
- Nagy, A., Regular WE-2 semigroups, Semigroup Forum, 34(1986), 225-234
- Nagy, A., Weakly exponential semigroups, Semigroup Forum, 28(1984), 291-302
- Nagy, A., The least separative congruence on a weakly commutative semigroup, Czechoslovak Math. Journal, 32(1982), 630-632